# Cherry Ahava
Cherry Ahava, es una cantante, compositora y actriz mexicana nacida el 30 de mayo de 1993 como Geraldine Ahava  conocida simplemente como Cherry.

## Biografía

### Primeros años
Cherry nació en México, D.F. el 30 de mayo de 1993, es la segunda de tres hijos. 
Ella creció en una familia que gusta del arte y tienen como pasatiempo hacer alguna actividad relacionada.
La familia de Cherry es mexicana, aunque viene de Israel por parte de su abuela materna y de Gran Canaria (isla europea localizada en las costas de África) perteneciente a España, por parte de su abuelo materno.
Cuando Cherry era muy pequeña la llamaban Gery -diminutivo de Geraldine- y al ir creciendo desarrolló un tremendo gusto por las cerezas por lo cual su familia cambió Gery por Cherry
(cereza en inglés) y así se ganó su sobrenombre.
Cherry Ahava estudió en Greengates School desde pequeña hasta obtener el IGCSE (International General Certificate of Secondary Education), habla español, inglés, francés y actualmente tiene profesores privados.
Cherry comenzó su preparación artística desde los 5 años de edad, estudiando ballet en la Royal Academy of Dancing, canto y composición con diversos maestros como Pedro Dabdoub, Michelle Batres, Eddie Robson y Andrea Hernández, así como piano, guitarra, modelaje y actuación.

## Carrera musical y actuación
Comenzó en el ambiente artístico desde bebé en comerciales de pañales y dulces, participó en puestas en escena como Coppelia y El Cascanueces, así como apariciones en programas unitarios de televisión y de extra en películas como Así del precipicio entre otras, en 2005 a los 11 años participa como modelo en todos los eventos del año de una importante empresa mexicana de ropa y zapatos y allí mismo inicia sus shows como solista, dándose a conocer con su nombre real -Gery Ahava-. Durante los años siguientes se presenta en Festivales, Ferias y programas de televisión.
A los 15 años recibió el premio "Mi Tierra" del Festival del Mar Acapulco 2008 en donde fue la imagen y voz oficial y el Premio Gráfica de Oro, entregado por la Asociación Latinoamericana de Periodistas de prensa, radio y televisión.
A finales de ese mismo año inicia las grabaciones del que será su CD debut: XOXO.

### Llega a escena Cherry Ahava
Cherry participó en la telenovela infantil-juvenil "Atrévete a soñar", interpretando a la acérrima enemiga de Antonella (Violeta Isfel), así como también fue la encargada de abrir todos los conciertos de la gira que hicieron por la República Mexicana, presentándose en el Auditorio Telmex de Guadalajara, Auditorio Josefa Ortíz de Domínguez en Querétaro, Coliseo Centenario de Torreón, Plaza Monumental de toros de Aguascalientes, Estadio Caliente de Tijuana, Arena Monterrey y Auditorio Nacional en México, D.F. entre otros.

### Discografía
El disco del Festival del Mar fue el primero de Cherry, y solo incluyó el tema oficial "Ven a Acapulco".
En noviembre de 2008 salió "Navidad con Gery", incluyendo covers tradicionales navideños y dos temas inéditos.
En noviembre de 2009 salió a la luz el primer disco con el que Cherry inicia su carrera musical oficialmente llamado "XOXO" que contiene 15 temas. El primer sencillo fue "Loca loca", tema que de inmediato se convirtió en un éxito, al escalar rápidamente hasta los 20 temas más tocados en México. Actualmente promociona "Maquillaje", nueva versión de la canción de Mecano, la cual superó la marca del primer sencillo y llegó al lugar 10 del Chart Pop en Monitor Latino, sitio nunca antes tocado por un artista independiente.
El tercer sencillo es el tema "Xoxo" que está en promoción desde agosto de 2010.
Cherry fue nominada en 2010 para Premios Orgullosamente Latino en dos categorías: Solista latina del año y canción latina del año.
En 2010 Cherry estuvo durante un año en el CEA de Televisa para su participación en la telenovela Miss XV Sueña Princesa. Dicho proyecto se canceló y Cherry retomó sus estudios, terminó preparatoria, maestra de inglés y Licenciatura en Nutrición. En cuanto terminó la universidad, retomó su carrera artística. En 2018 estrena un nuevo sencillo "Con un beso" incursionando en el pop urbano.

### Álbumes y Videos
| Álbumes de estudio - 2009: XOXO Videos - 2008: Hace tiempo - 2009: Loca loca video 1 - 2009: Loca loca video 2 - 2009: Maquillaje (sencillo de Cherry) - 2010: Xoxo | Otros álbumes - 2008: Festival del Mar Acapulco - 2008: Navidad con Gery |